# Tai Ki
Die Tai Ki (Namensherkunft: Taiji (chinesische Philosophie)) war ein österreichisches Experimentalschiff vom Schiffstyp einer Dschunke, die im Oktober 1974 auf ihrer Jungfernreise von China nach Mexiko im Nordpazifik nach 114 Tagen von ihrer Besatzung aufgegeben werden musste. Die Schiffbrüchigen wurden von dem US-amerikanischen Frachter Washington Mail gerettet; der Verbleib des Wracks ist unbekannt. Bereits im März 1939 war der amerikanische Schriftsteller Richard Halliburton mit seinem Dschunkennachbau Sea Dragon auf einer ähnlichen Reiseroute verschollen.

## Technische Daten
- Konstrukteur und Bauherr: Carl Frederik Grage (* 1930), Dänemark
- Schiffbauer: So Hawk Sum
- Länge über Deck: 18,23 m
- Länge an der Wasserlinie: 13,05 m
- Freibord: 1,40 m
- Breite über Deck: 5,70 m
- Breite an der Wasserlinie: 5,10 m
- Mastlänge über Deck: 17,25 m
- Ballast: Stein

## Idee zur Expedition
Die Idee zu einer Dschunken-Expedition, auf der ein Kulturtransfer von China nach Mesoamerika um das Jahr null nachgewiesen werden sollte, stammte von dem österreichischen Journalisten Kuno Knöbl.
Knöbl gelang es, den Wiener Verleger Fritz Molden von dem Projekt zu überzeugen; dieser stellte sich als Sponsor zur Verfügung und finanzierte den Bau der Tai Ki nach Rekonstruktionen des dänischen Kapitäns Carl Frederik Grage. Grage hatte alle verfügbaren Unterlagen über Dschunken für seine Konstruktion ausgewertet, allerdings gelang es nicht, die Unterstützung chinesischer Stellen in der Volksrepublik China zu gewinnen, die auf eine Anfrage Knöbls nicht reagiert hatten.

## Die Reise
Die Dschunke verließ mit Schlepperhilfe Hongkong am 16. Juni 1974. Die Besatzung der Tai Ki bestand aus Knöbl, Kapitän Grage, dem dänischen Funker Allan Kartin, dem Hamburger Wolf Werner Rausch, dem Iren Hal Price, dem britischen Schiffsarzt Dr. Bob Kendrick, dem US-amerikanischen Kameramann Bill Martin und dem Österreicher Arno Dennig, der an der Projektentwicklung von Anfang an beteiligt war.
Aufgrund von Verzögerungen beim Bau der Dschunke, konnte die ursprüngliche Reiseperiode vom Frühjahr/Sommer 1974 nicht eingehalten werden, so dass die Tai Ki in die Schlechtwetterperiode im Nordpazifik geriet und die geplante Reisezeit erheblich überschritten wurde. Aufgrund einer Erkrankung musste Knöbl die Tai Ki bereits am 11. August in Japan verlassen.
Am 2. September, gut 1000 Seemeilen östlich von Japan, entdeckte die Besatzung, dass immer wieder auftretende Lecks auf Schiffsbohrwürmer zurückzuführen waren. Das Fichtenholz der Dschunke war beim Bau lediglich mit Tungöl behandelt worden. Das erste Reiseziel, die kalifornische Küste in der Höhe von San Francisco, war zu diesem Zeitpunkt noch 4.000 Seemeilen entfernt.
Am 11. September fiel das generatorbetriebene Amateurfunkgerät, mit dem Kontakt zu schwedischen Funkern in Nynäshamn gehalten wurde, aus, so dass die ständige Verbindung zur Außenwelt abbrach. Allerdings gelang es am 13. September, über ein Notradio Kontakt zu einer Station der US-Küstenwache in Kodiak (Alaska) zu bekommen. Die Tai Ki hatte zu diesem Zeitpunkt schwere Schlagseite nach Backbord. Es gelang der Besatzung jedoch, das Schiff durch ständiges Pumpen und Abdichten der Lecks mit einer Masse aus Tungöl und Sägespänen wieder zu stabilisieren.
Am 29. September wurde die Datumsgrenze überschritten, am 3. Oktober erneut Funkkontakt mit Kodiak hergestellt. Zu diesem Zeitpunkt befand sich die Tai Ki auf Position 41 Grad 0 Minuten 2 Sekunden Nord, 174 Grad 27 Minuten West. Sie begegnete am 4. Oktober dem griechischen Frachter Master Petros, lehnte aber dessen Hilfsangebot ab.
Am 5. Oktober gewann die Besatzung die Gewissheit, dass die Tai Ki unter den herrschenden Umständen nicht mehr in der Lage sein würde, einen Hafen zu erreichen und eine Evakuierung ins Auge gefasst werden musste, da immer wieder eindringendes Wasser die Gefahr des Kenterns beinhaltete.
Am 8. Oktober brach bei einem heftigen Sturm das Steuerruder. Kapitän Grage ordnete die Absendung eines Mayday-Spruchs an. Kodiak leitete den Notruf an Schiffe in der Region weiter, allerdings mit der Position des Vortags, 40° 30 Nord und 169° West. Der Notruf wurde von der Washington Mail unter Kapitän George Greenwell aufgefangen. Der Bordhund der Tai Ki, Lap Sac, wurde eingeschläfert, da er angeblich auf der notfalls zu besetzenden Rettungsinsel ein Sicherheitsrisiko gewesen wäre.
Am 9. Oktober 0.15 Uhr erreichte ein Flugzeug der Küstenwache die Tai Ki und warf eine Sonarboje ab, so dass das treibende Wrack jederzeit geortet werden konnte. Gegen 12.00 Uhr wurde die Besatzung der Dschunke 2.000 Seemeilen vor der nordamerikanischen Küste von der Washington Mail abgeborgen und die Tai Ki sich selbst überlassen. Der Frachter lief am 14. Oktober Seattle an, wo die Schiffbrüchigen an Land gesetzt wurden.
Von der BBC war ursprünglich ein Dokumentarfilm über das Unternehmen geplant gewesen. Unklar ist bislang, was aus dem Filmmaterial wurde, das Bill Martin an Bord drehte.